# Susanne Beyer
Susanne Beyer, född den 24 juni 1961 i Suhl som Susanne Helm, är en tysk före detta friidrottare som tävlade i höjdhopp för Östtyskland under 1980-talet.
Beyer deltog vid VM 1983 i Helsingfors och slutade där på en sjunde plats efter ett hopp på 1,88. Vid inomhus-EM 1985 slutade hon tvåa efter Stefka Kostadinova efter att ha klarat 1,94.
Hon deltog även vid EM 1986 i Stuttgart och blev fyra efter ett hopp på 1,90. 
Under 1987 blev hon först bronsmedaljör vid inomhus-EM efter att ha klarat 1,91. Sen blev hon silvermedaljör vid inomhus-VM. Trots att hon hoppade 2,02 fick hon se sig besegrad av Kostadinova som vid samma tävling hoppade 2,05 vilket då var ett nytt världsrekord. Beyer avslutade året med att bli bronsmedaljör vid VM i Rom med ett hopp på 1,99.